# Johanna Meier

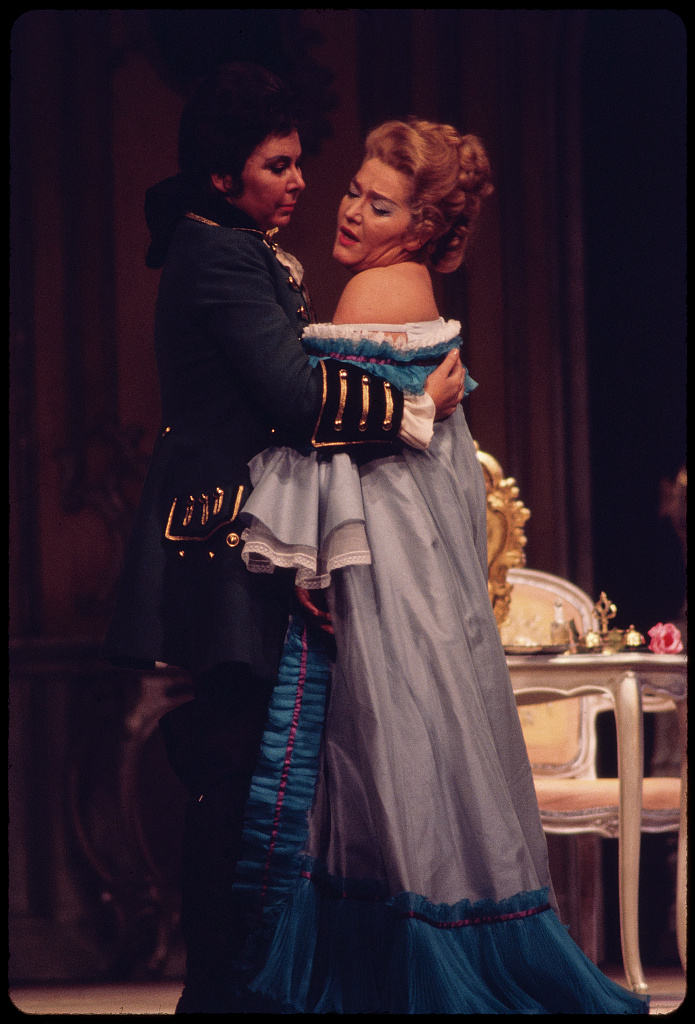
Imagen de la soprano Johanna Meier.

Johanna Meier es una soprano estadounidense nacida en Chicago el 13 de febrero de 1938, creció en Spearfish, Dakota del Sur y es asociada al repertorio de Wagner y Strauss.
Estudió en la Universidad de Miami con Arturo di Filippi y en la Manhattan School con John Brownlee.
Debutó en 1969 en la New York City Opera como la Condesa en Capriccio y en el Metropolitan Opera donde debutó en 1976 como Ariadne auf Naxos dirigida por James Levine cantando luego Senta, Margarita, la Mariscala, Donna Anna, Leonora, Elisabeth, Isolde, Ellen Orford, Sieglinde, Brünnhilde, Tosca, Crysotemis y la Emperatriz en Die Frau ohne Schatten, totalizando 78 representaciones con la compañía entre 1976 y 1989. 
Otros papeles fueron Amelia, Elsa, Louise, Agatha, Eva y Turandot en Dallas (1988). Trabajó en la Vienna Staatsoper, English National Opera, Berlín, Munich, Hamburgo, Paris, Rome, Venice, Madrid, Barcelona, Zúrich y otros como la Opera de Seattle, Opera de Canadá y el Teatro Colón de Buenos Aires como Crysotemis en Elektra de Richard Strauss en 1987. 
Fue la primera cantante norteamericana en cantar el papel de Isolda (de Tristán e Isolda) en el Festival de Bayreuth junto al tenor Rene Kollo dirigidos por Daniel Barenboim en 1981 (Producción de Jean Pierre Ponnelle), que repetiría en años posteriores.
Sus últimas actuaciones fueron en 1994 como parte del elenco en el estreno mundial de The Dangerous Liasons de Conrad Susa en la Ópera de San Francisco con Thomas Hampson, Renée Fleming, Frederica von Stade y Judith Forst dirigidos por Donald Runnicles.
Retirada del canto, inició en 1997 la escuela de ópera y canto en Black Hills University que dirige. En 2003 recibió un doctorado honorario de esa universidad. 

## Discografía
- Wagner: Tristan und Isolde, Barenboim, Bayreuth (DVD 1983).
- Weisgall: The Tenor, The Stronger, The Golden Peacock.